# Giovannino de' Dolci

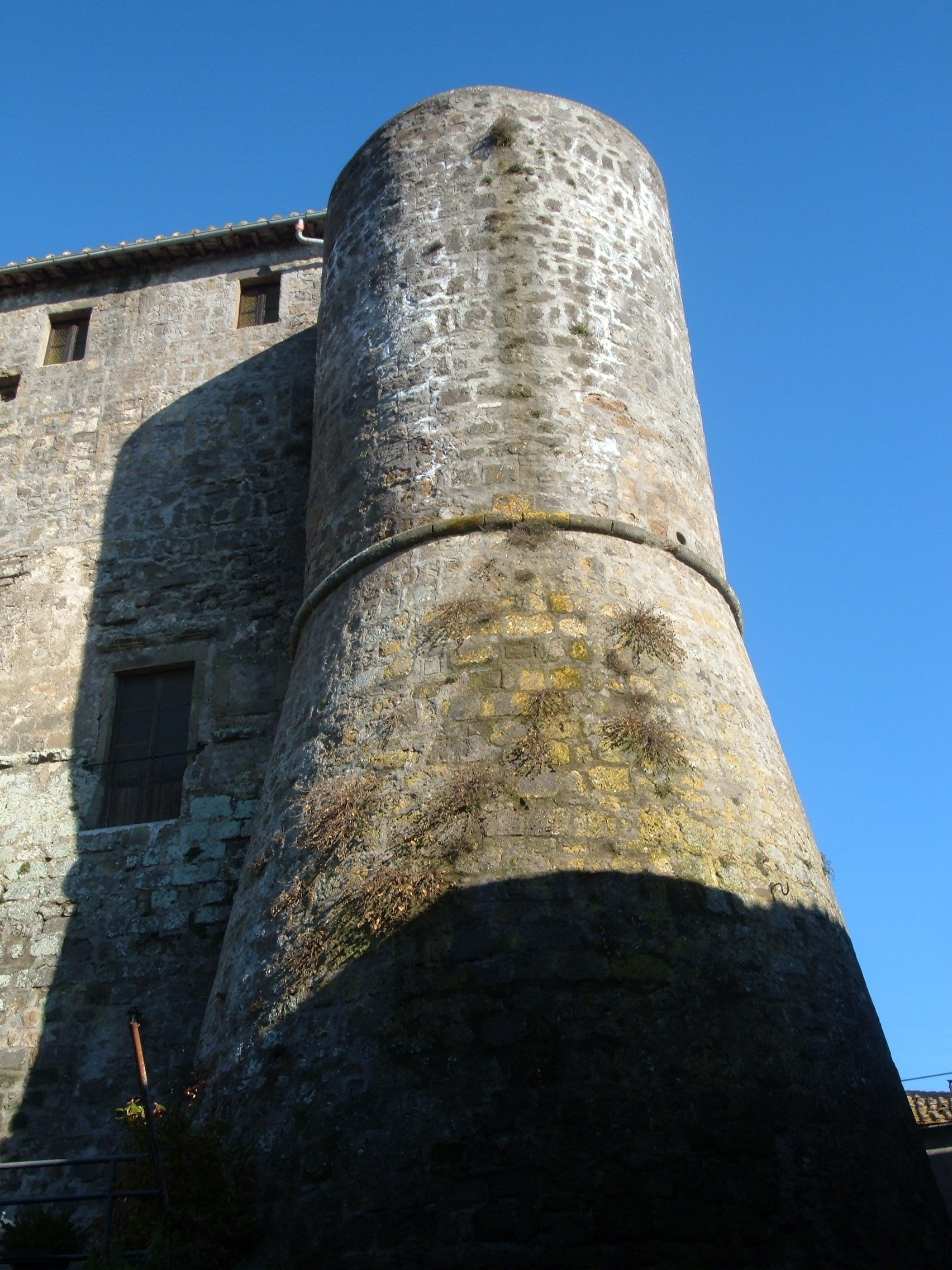
Un torrione del castello di Ronciglione

Giovanni Dolci o Giovannino de' Dolci (Firenze, 1435 circa – Roma, 1485 circa) è stato un architetto ed ebanista italiano, attivo soprattutto a Roma.

## Biografia e opere
Non si conosce niente della sua formazione a Firenze; probabilmente fin da giovane si trasferì a Roma dove operò inizialmente come legnaiuolo. Nel 1458 fornì, per la prima volta, un cassone alla corte papale.
Dal 1460 il suo nome ricorre frequentemente come fornitore non solo per opere di falegnameria e in qualità di imprenditore per opere murarie, ma anche come responsabile in varie imprese costruttive legate alla corte papale come il palazzo di San Marco, la tribuna e il portico della basilica dei Santi Apostoli e altri.
Il suo ruolo in tali cantieri rimane piuttosto confuso, anche se generalmente gli studiosi gli attribuiscono quello di direttore dei lavori su progetti di altri, e in particolare di Baccio Pontelli, senza per questo escludere che abbia avuto, in determinate circostanze, una propria autonomia progettuale.
In particolare i documenti provano Dolci partecipò alla costruzione della cappella Sistina come soprintendente alla fabbrica del palazzo apostolico. Alcuni studiosi lo individuano anche come architetto progettista, mentre altri ipotizzano che egli abbia eseguito un disegno di Baccio Pontelli, curandone gli aspetti tecnici. A riprova della collaborazione tra i due è stata proposta l'identificazione dei due artefici con le figure poste alla destra della Consegna delle chiavi del Perugino: uno dei due astanti ha in mano il compasso (Pontelli) e l'altro la squadra (Dolci).
Analoga situazione si potrebbe essere realizzata per la costruzione della Rocca di Civitavecchia dove Dolci fu inviato dal papa nel 1481 con ampi poteri decisionali, ma con la supervisione di Pontelli a partire dal 1483.
Un'opera probabilmente autonoma di Dolci fu il castello di Ronciglione a cui lavorò dal 1476.
Da notare che, nonostante la sua frequente assenza da Roma, anche in qualità di ispettore ai lavori pontifici, la sua bottega di ebanisteria, dove lavoravano il fratello ed il figlio, funzionasse ugualmente e fornisse raffinati manufatti alla corte papale.
La sua morte avvenne tra il 1484 ed il 1486, data in cui il figlio riscosse i crediti rimanenti.